# بيرغونار أنديرسون (سائق راليات)
بيرغونار أنديرسون (بالسويدية: Per-Gunnar Andersson) مواليد 10 مارس 1980، هو سائق راليات سويدي. بدأ مسيرته في سنة 2002. كان أول رالي له هو رالي السويد 2002. تنافس في بطولة العالم للراليات. شارك في رالي التحدي عبر القارات. نافس في بطولة رالي كروس العالمية.

## روابط خارجية
- بيرغونار أنديرسون على موقع Rallye-info.com (الإنجليزية)
- بيرغونار أنديرسون على موقع eWRC-results.com (الإنجليزية)